# NGC 744
NGC 744 / Col 22 este un roi deschis situat în constelația Perseu. 

A fost descoperit de astronomul britanic John Herschel în 1831. Potrivit clasificării roiurilor deschise, NGC 744 conține mai puțin de cincicizeci de stele (litera p) al căror magnitudini sunt repartizate pe un interval mediu (cifra 2). Concentrația stelelor este slabă (IV). 